# المفتش مرقو
المفتش مرقو مسلسل رسوم متحركة حاسوبي جزائري، من إنتاج شركة Not Found Prod، تبلغ مدة عرض كل حلقة بين 4 إلى 6 دقائق، تم بثها لأول مرة على قناة الشروق تي في في رمضان 2014. وتعتبر السلسلة أول سلسلة رسوم حاسوبية جزائرية.
المفتش هو محقق خاص جزائري يتدخل في حل جرائم اجتماعية، يواجه الغاز يحلها بدون الكشف عنها للجمهور ؛ لجعلهم يشاركون في اللعبة لاكتشاف المجرم من بين عدد من المشتبهين فيهم.
تتم المشاركة في اللعبة عن طريق إرسال الجواب عن طريق الرسائل القصيرة. في بداية الحلقة التالية، يقوم المفتش بالكشف عن الجاني.

## أصل الفكرة
أخذت السلسلة اسمها من شخصية كوميدية ظهرت في 1980 اسمها «انسبكتور الطاهر». · .

## روابط خارجية
- صفحة الفيسبوك
- صفحة اليوتيوب